# It's Your Thing
Singles de Isley Brothers
Put Yourself in My Place
(1969) I Turned You On
(1969)
Clip vidéo
[vidéo] « It's Your Thing (audio) », sur YouTube
It's Your Thing est une chanson du groupe vocal masculin noir américain Les Isley Brothers.
Publiée en single sous le label T-Neck Records en février 1969, la chanson a atteint la 2e place du Hot 100 du magazine musical américain Billboard, passant en tout 14 semaines dans le chart. Elle sera aussi incluse dans le sixième album des Isley Brothers, It's Our Thing, qui sortira en avril de la même année.
En 2004, Rolling Stone a classé cette chanson, dans la version originale des Isley Brothers, 420e sur sa liste des « 500 plus grandes chansons de tous les temps ». (En 2010, le magazine rock américain a mis à jour sa liste, maintenant la chanson est 428e.)

## Composition
La chanson a été écrite et produite par les Rudolph Isley, Ronald lsley et O'Kelly Isley (les trois Isley Brothers).